# Jusuf Ahmad Hamdi Ali Isa
Jusuf Ahmad Hamdi Ali Isa (arab. يوسف أحمد حمدي علي عيسى; ur. 29 grudnia 1999) – egipski zapaśnik walczący w stylu klasycznym. Srebrny medalista mistrzostw Afryki w 2018. Mistrz Afryki juniorów w 2016 i 2018 roku.